# Помпоний Басс (консул 211 года)
Помпоний Басс (лат. Pomponius Bassus) — римский политический деятель и сенатор первой половины III века.

## Биография
Его отцом был консул-суффект около 193 года Гай Помпоний Басс Терентиан. В 211 году Басс занимал должность ординарного консула вместе с Гедием Лоллианом Теренцием Гентианом. Между 212 и 217 года он находился на посту легата пропретора Нижней или Верхней Мёзии.
Супругой Басса была Анния Аврелия Фаустина, по всей видимости, правнучка Марка Аврелия. Когда в 221 году император Гелиогабал захотел на ней женится, он казнил Басса. Помпоний был обвинен в государственной измене, а его супруге было запрещено оплакивать его. Согласно новым исследованиям, гибель Басса произошла в промежуток времени между провозглашением Гелиогабала императором в Сирии в мае 218 года и его прибытием в Рим летом 219 года. В таком случае, казнь Помпония может быть объяснена тем, что недавно взошедший на трон цезарь опасался его притязаний на власть.
Сыном Басса был двукратный консул Помпоний Басс, а дочерью — Помпония Уммидия.